# Фестивальний (концертний зал, Сочі)

Концертний зал «Фестивальний» в Сочі

Концертний зал «Фестивальний» — культурно-розважальний заклад в Центральному районі міста Сочі, Краснодарський край, Росія.
Побудований за проєктом архітекторів В. Шульріхтера та І. Рябишева в 1979 році. Будівництво проводилося трестом № 1 Главсочіспецстрою.
З кожного з 2500 місць глядацького залу, розташованого амфітеатром, добре видно не тільки сцену, але й море і небосхил. У фоє і на терасах — кафе, бари, буфети.
Відкриття залу відбулося 14 липня 1979 року концертом Державного академічного хореографічного ансамблю «Берізка».
Під склепінням «Фестивального» виступають найкращі симфонічні оркестри Росії, прославлені хореографічні й хорові колективи багатьох країн, зірки естради. В залі проводились пісенні фестивалі «Червона гвоздика», «Сочі», «Мир планеті», «П'ять зірок», зірок російського балету та інші.
Щорічно в «Фестивальному» проводиться Літній кубок КВН.

## Адреса
- 354000 Росія, м. Сочі, вул. Орджонікідзе, 5.